# Geschichte der Stadt Kaiserslautern
Die Geschichte der Stadt Kaiserslautern beginnt mit den ersten Siedlungen im frühen 5. Jahrtausend v. Chr. Im Jahr 830 wurde Kaiserslautern als „villa Luthra“ zum ersten Mal urkundlich erwähnt.

## Vorgeschichte
Anfang der 1990er-Jahre fand man bei Grabungen im Bereich des Rittersberg zur Vorbereitung des Theaterneubaus Reste aus der jungsteinzeitlichen Bandkeramischen Kultur (ca. 5500–5000 v. Chr.), die auf ein entwickeltes Bauerntum mit Acker- und Gartenbau, Pflanzennutzung und Viehwirtschaft hindeuten. Neben charakteristischen Scherben und Steingeräten ließen sich auch Wohnspeicherhäuser nachweisen. Schon dreißig Jahre zuvor, beim Neubau des Rathauses, waren auch Siedlungsspuren der jüngeren Rössener Kultur (4. Jahrtausend v. Chr.) gefunden worden. Weitere Fundorte liegen beim Kalkofen, beim Bahnheim und im Grübentälchen.
Bei Grabungen aus der Zeit um 1900 wurden in der Nähe des Blechhammers bronzezeitliche Sicheln, Beile und Schmuck (Urnenfelderzeit, ca. 1300–800 v. Chr.) gefunden.
Seit der Hallstattzeit (seit dem 8. Jahrhundert v. Chr.) war der Kaiserslauterer Raum wohl durchgängig besiedelt. Aus dieser Zeit stammen mehrere keltische Grabhügel im Stadtgebiet, etwa beim ehemaligen Kalkofen, im Grübentälchen (Grabungen in den 1930er-Jahren) und nördlich der heutigen Autobahn A6 (Grabungen 2003/2004).

## Römerzeit
Auch aus der Römerzeit haben sich Reste erhalten (so etwa unter der Stiftskirche und dem zugehörigen Kloster), sie erlauben jedoch nicht, den Siedlungscharakter zu klären; die Lage bei einer Niederung lässt sowohl den Schluss auf eine Villa rustica als auch auf eine Straßenstation zu.
Römische Straßendämme sind südlich von Kaiserslautern zwischen dem Gelände der Technischen Universität und dem Nordostabhang des Dansenbergs nachgewiesen, ferner sind Reste der „via regalis“ erhalten, der Heerstraße von Metz nach Mainz, die etwa parallel der heutigen Bundesstraße 40 verläuft und schon seit vorgeschichtlicher Zeit zu belegen ist.

## Mittelalter
Für die Zeit nach dem Rückzug der Römer zu Anfang des 5. Jahrhunderts gibt es keine Belege.
In der Karolingerzeit (ab dem 7. Jahrhundert) führte der Zuwachs der Bevölkerung dazu, den Siedlungsraum von der Rheinebene auch in die Waldgebiete auszudehnen und sie mit neuen Verkehrswegen, Wirtschafts- und Verwaltungszentren zu erschließen. Zu diesen neu erschlossenen Gebieten gehörte auch der Raum Kaiserslautern.
Im Anschluss an den wohl in merowingischer Zeit entstandenen fränkischen Königshof entwickelte sich auf den Felsplateaus über der Lauter eine Siedlung; ihr Kern lag wohl bei den vier Wirtschaftshöfen am Altenhof, im Bereich des heutigen Rathauses und in den Gebieten um die Stiftskirche bzw. um St. Martin. Sie bilden zusammen mit einem Gräberfeld und einer im Burgbereich zu vermutenden Kapelle den Königshof „villa Luthra“, der um 830 im Lorscher Reichsurbar erstmals schriftlich erwähnt wird. „Lutra“ muss nach einer aus dem Jahr 882 stammenden Urkunde auch Abgaben an die Salvatorkirche in Frankfurt/Main leisten. Die Schenkungsurkunde von 985, in der Kaiser Otto III. den Königshof an den salischen Herzog Otto von Kärnten übergibt, erwähnt bereits einen Markt und Zollrecht der Siedlung. Aus dem Marktrecht kann man für Lutra im 10. Jahrhundert bereits eine gewisse, auch überregionale, Bedeutung ableiten.
Um 1100 lassen salische Herrscher auf dem Gelände des heutigen Rathauses eine Burg errichten. Zwischen 1152 und 1158 lässt der staufische Kaiser Friedrich I. Barbarossa diese Burg zu einer später nach ihm benannten Pfalz „mit nicht geringer Pracht“ erweitern und macht Lautern zum Mittelpunkt des staufischen Machtgebiets. Damit beginnt eine Blütezeit der Siedlung.
Über Barbarossas Zeit in Kaiserslautern gibt es eine oft erzählte Legende:

„Etliche wollen, daß Kaiser Friedrich, als er aus der Gefangenschaft bei den Türken befreit worden, gen Kaiserslautern gekommen und daselbst seine Wohnung lange Zeit gehabt. Er baute dort das Schloß, dabei einen schönen See oder Weiher, noch jetzt der Kaisersee genannt, darin soll er einmal einen großen Karpfen gefangen und ihm zum Gedächtnis einen güldenen Ring von seinem Finger an ein Ohr gehangen haben. Derselbige Fisch soll, wie man sagt, ungefangen in dem Weiher bleiben bis auf Kaiser Friedrichs Zukunft. Auf eine Zeit, als man den Weiher gefischt, hat man zwei Karpfen gefangen, die mit güldenen Ketten um die Hälse zusammen verschlossen gewesen, welche noch bei Menschengedächtnis zu Kaiserslautern an der Metzlerpforte in Stein gehauen sind. Nicht weit vom Schloß war ein schöner Tiergarten gebauet, damit der Kaiser alle wunderbarliche Tier vom Schloß aus sehen konnte, woraus aber seit der Zeit ein Weiher und Schießgraben gemacht worden. Auch hängt in diesem Schloß des Kaisers Bett an vier eisernen Ketten, und, als man sagt, so man das Bett zu Abend wohl gebettet, war es des Morgens wiederum zerbrochen, so daß deutlich jemand über Nacht darin gelegen zu sein schien.“

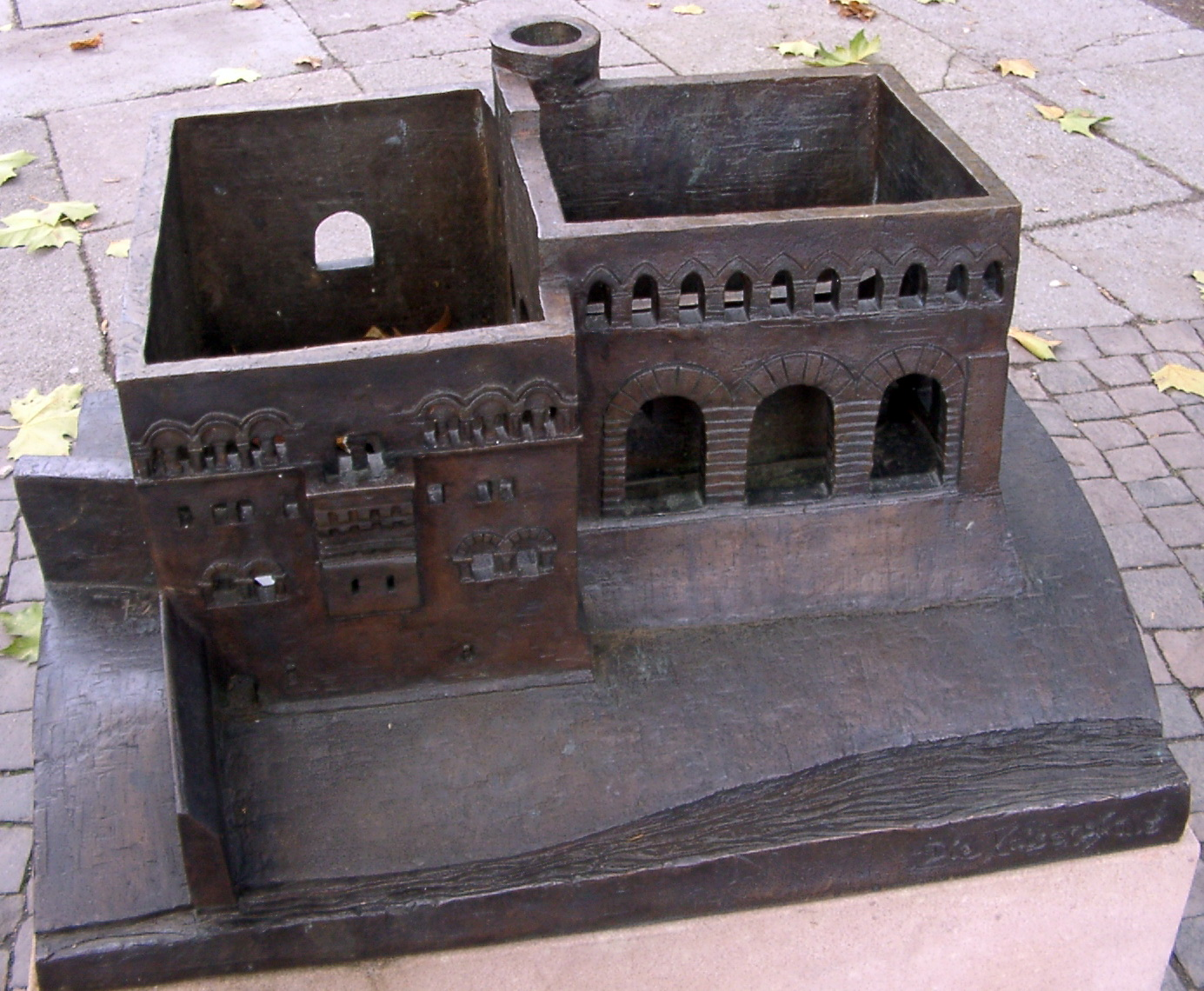
Modell der Kaiserpfalz (Kaiserslautern)

Der Kaiserpalast wird 1172 erstmals als „castrum domini imperatoris“ erwähnt. 1176 stiftet Barbarossa ein Hospital; zu dessen Leitung Prämonstratenser nach Lautern gerufen werden. Von der damals erbauten spätromanischen Pfarrkirche sind nur noch Fundamente erhalten, Baubeginn für den frühgotischen Chor der heutigen Stiftskirche war um 1260.
1215 wird der Ort erstmals als „burgus“ (Burgflecken), 1237 als „Lutra imperialis“, 1253 als „oppidum“ (d. h. als befestigter Platz) bezeichnet. Aus dem Jahr 1260 stammt die Bezeichnung „civitas regia“ (königliche Stadt). Und eine königliche Stadt muss Lautern in der Tat gewesen sein, prächtig genug, dass König Richard von Cornwall bei seinem letzten Aufenthalt in Deutschland im Jahr 1269 hier seine Hochzeit mit Beatrix von Falkenburg feierte. Mit der Erhebung in den Stand einer Freien Reichsstadt durch den römisch-deutschen König Rudolf von Habsburg im Jahr 1276 erreicht die Entwicklung der Stadt einen frühen Höhepunkt. Kurz darauf (1284) erbauen die Franziskaner nördlich der Lauter ein Kloster, dessen Anlage um 1300 mit dem Bau der heutigen Martinskirche gekrönt wird. In dieser Zeit entsteht auch die erste Stadtmauer.
Schwere Rückschläge sind die drei Stadtbrände aus dem 13. Jahrhundert, deren letzter aus dem Jahr 1288 überliefert ist.
Der Status einer Freien Reichsstadt und die damit verbundenen Rechte lassen sich nicht lange halten. Schon 1313 oder 1314 wird die Stadt an die Grafen Georg von Veldenz und Gottfried von Leiningen, 1322 durch Kaiser Ludwig den Bayern an König Johann von Böhmen verpfändet. In dieser Pfändungsurkunde erscheint erstmals der Name „Keyserslutern“. Nach weiteren Verpfändungen wird die Stadt im Jahr 1357 als Reichspfand an Kurfürst Ruprecht I. von der Pfalz abgetreten und kommt danach an die Kurpfalz. Seit 1375 ist Kaiserslautern Sitz eines kurpfälzischen Amts bzw. Oberamts.

## Frühe Neuzeit
Als Pfalzgraf Johann Kasimir (der „Jäger aus Kurpfalz“ und Bruder des Kurfürsten Ludwig VI.) im Jahr 1570 Elisabeth von Sachsen heiratet, erhält er die kurpfälzischen Ämter Lautern und Neustadt. Zunächst residiert er in der alten Kaiserpfalz, leitet aber einen auch „Barbarossaburg“ (Casimirschloss) genannten Neubau ein, der um 1578 vollendet ist. Von hier aus regiert er sein Fürstentum Lautern. Nach dem Tod Johann Kasimirs 1592 fällt das Fürstentum wieder an die Kurpfalz zurück, ohne aber in Kurpfalz eingegliedert zu werden, und wird 1611 zusammen mit dem Fürstentum Simmern dem Pfalzgrafen Ludwig Philipp übertragen.
Nach Ausbruch des Dreißigjährigen Kriegs wird 1619 der kurpfälzische Hauptmann Adam Stapf damit beauftragt, die Stadt nach barockem Muster neu zu befestigen. Trotz des Baus von Bastionen, Courtinen und Wassergräben ziehen 1621 die Spanier in die Stadt ein. Als 1632 schwedische Truppen anrücken, verteidigen die Spanier die Stadt nicht, sie geht an die Schweden über. Nach dem wirtschaftlichen Rückschlag von 1621 beginnt die Stadt wieder aufzublühen.
Das einschneidendste Ereignis des Dreißigjährigen Kriegs ist die Belagerung der Stadt im Jahr 1635 durch die Kaiserlichen mit einer Armee aus 7000 Mann – Deutschen, Polen, Ungarn und Kroaten. Am 17. Juli 1635 kommt es zum Kroatensturm. Die Soldaten schießen eine Bresche in die Stadtmauer beim Schloss, dringen in die Stadt ein und berauschen sich am Wein aus dem Schlosskeller. Dann richten sie ein Blutbad unter der Bevölkerung an und brennen die Stadt zum Teil nieder. Etwa 1500 Menschen sollen dabei ums Leben gekommen sein. Die Überlebenden retten sich in die Wälder um die Stadt. Ein Teil der Flüchtenden wird im Reichswald bei Dansenberg entdeckt und niedergemetzelt; noch heute heißt der Nordostabhang des Dansenbergs „Jammerhalde“ (vgl. auch Sagen um Kaiserslautern). Es wird fast 150 Jahre dauern, bis die Einwohnerzahl aus der Zeit vor dem Dreißigjährigen Krieg wieder erreicht ist. Nach dem Sturm ziehen die Kaiserlichen weiter nach Westen an die Saar. Ein knappes halbes Jahr später, Anfang November 1635, kommen die Truppen auf ihrem Weg an den Rhein zurück nach Kaiserslautern, plündern und morden erneut. Diesmal wird auch die von Barbarossa erbaute Burg zum Teil niedergebrannt.
1644 vertreiben die Franzosen die kaiserliche Armee, die Verwaltung geht wieder an die Kurpfalz. Nach Abschluss der Westfälischen Friedens 1648 wird das Oberamt Lautern erst 1652 mit dem Abzug der Spanier aus der Kurpfalz endgültig frei.

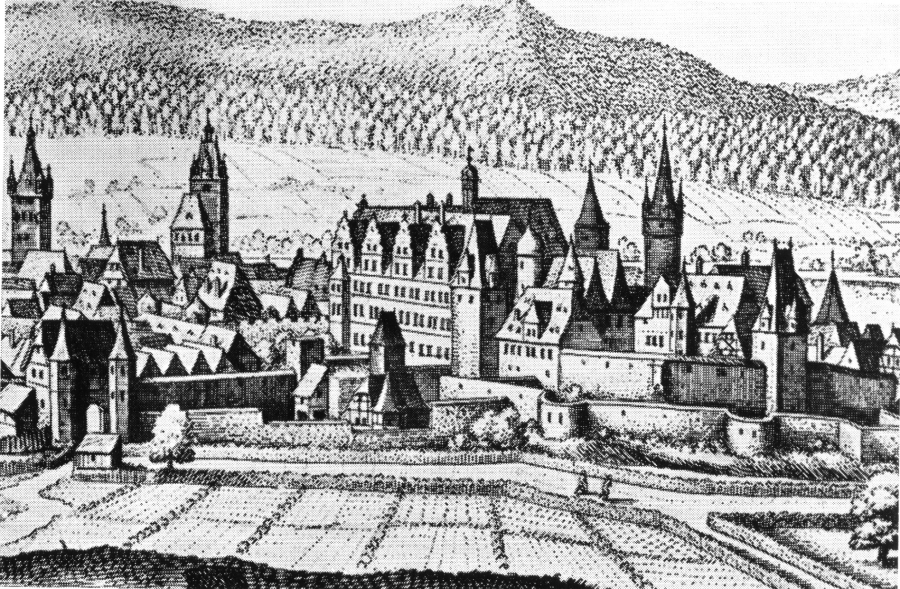
Barbarossaburg (rechts) und das Renaissance-Schloss von Johann Casimir (links) vor der Zerstörung 1703

Im Pfälzischen Erbfolgekrieg (1688–1697) wird die Stadt von den Franzosen besetzt, die bis zum Frieden von Rijswijk, also bis 1697, in der Stadt bleiben. Während des Spanischen Erbfolgekriegs wird die Stadt 1703 erneut von den Franzosen besetzt. Sie schleifen die Barbarossaburg und zerstören das Schloss von Johann Casimir bis auf wenige Reste. Erst mit dem Friedensschluss in Rastatt 1714 kehrt für längere Zeit Ruhe von kriegerischen Auseinandersetzungen ein.
Während der langen Regierungszeit von Kurfürst Carl Theodor (1743–1799) blüht die Stadt erneut auf. Das Casimirschloss wird wieder aufgebaut. 1768 wird die „Physikalisch-Ökonomische Gesellschaft“ gegründet, aus der 1779 die Hohe Kameral-Schule hervorgeht. Mit dem Lehrstuhl für Landwirtschaft, Kunstwissenschaft [= Technologie, Produktionswissenschaft], Handlungswissenschaft und Vieharzneikunst erhält Johann Heinrich Jung, genannt Jung-Stilling, eine Professur für praktische Ökonomik (= Kameralwissenschaft). Seine Bemühungen tragen erste Früchte, es kommt zu ersten Industriegründungen, die Schule wird jedoch schon 1784 nach Heidelberg verlegt.
1792 wird Kaiserslautern in die Wirren der französischen Revolutionskriege gezogen und ist ab 1793 hart umkämpft. Bei der Schlacht von Morlautern (heute ein Stadtteil von Kaiserslautern) am 28., 29. und 30. November 1793 werden die französischen Revolutionstruppen unter Leitung von General Lazare Hoche von sächsischen und preußischen Reitern besiegt. Blücher schrieb über diese Schlacht: „Ich kann behaupten, dass ich fast nie einem verwickelteren Gefechte beigewohnt habe.“ 1796 wird die Stadt aber doch von den Franzosen eingenommen und zum Sitz einer von vier Unterpräfekturen in dem 1798 geschaffenen „Département du Mont-Tonnerre“ (Departement Donnersberg). 1800 wird der Apotheker Johann Goswin Müllinghoff zum ersten Bürgermeister („Maire“) nach dem modernen französischen Verwaltungsrecht. 1804 besucht Napoleon die Stadt, um das Schlachtfeld bei Morlautern zu besichtigen. Bei diesem Besuch erbittet (und erhält) Müllinghoff von Napoleon die Erlaubnis, die baufällige Richardis-Kapelle an der Stiftskirche abzureißen. An dieser Stelle errichtet er 1809 seine Apotheke und bringt als Zeichen des Danks den kaiserlichen Adler an; noch heute trägt die Apotheke den Namen „Adler-Apotheke“.
Mit dem Einmarsch der Preußen und Russen 1814 endet die französische Zeit in Kaiserslautern. Für eine Übergangszeit gerät die Stadt unter bayerisch-österreichische Verwaltung und fällt 1816 mit der gesamten Pfalz an das Königreich Bayern.

## Die bayerische Zeit
Die Generalsynode zur Union von Lutheranern und Reformierten findet 1818 statt.
Anlässlich der Grundsteinlegung für die Fruchthalle spricht König Ludwig I. 1843 erstmals von der „Barbarossastadt“ Kaiserslautern. Das erste Teilstück der Ludwigsbahn nach Bexbach wird 1848 eröffnet, 1849 wird die Strecke bis zur Rheinschanze (dem späteren Ludwigshafen am Rhein) fertiggestellt.
Im Jahr 1848 findet eine Revolution statt; die provisorische Regierung sitzt in der Fruchthalle.
Gründung des 1. FC Kaiserslautern im Jahr 1900.

## Weimarer Republik und Nationalsozialismus
Während der Novemberrevolution 1918 bildete sich in Kaiserslautern ein Soldatenrat. Nach Ende des Ersten Weltkrieges wurde Kaiserslautern als Teil des Saargebiets bis 1930 durch französische Truppen besetzt.
Im November 1923 wird die Autonome Pfalz im Verband der Rheinischen Republik ausgerufen. Der Separatistenaufstand endet im Februar 1924.
Ab 1933 hat die Stadt eine Nationalsozialistische Stadtverwaltung. Im Jahr 1934 beginnt der Bau der Reichsautobahn (heute Autobahn A6) von Saarbrücken nach Mannheim, 1937 Fertigstellung der Waschmühltalbrücke.
1939 wird Kaiserslautern Hauptstadt des Gaus Pfalz. Ab 1940 beginnen Luftangriffe der Alliierten. Durch die Luftangriffe wird über die nächsten Jahre mehr als zwei Drittel der Stadt zerstört. Am 20. März 1945 marschieren die Amerikaner in Kaiserslautern ein.
Im März 1933 hatte die Stadt 648 jüdische Einwohner, 1932 waren es noch 765 gewesen. Aufgrund der 1933 einsetzenden Schikanen und wirtschaftlichen Boykottmaßnahmen verließen viele Juden Kaiserslautern. Im August 1938 wurde die Synagoge abgerissen. Die meisten der noch in Kaiserslautern lebenden Deutschen jüdischen Glaubens wurden am 22. Oktober 1940 in das Camp de Gurs deportiert (Wagner-Bürckel-Aktion). Nur wenigen gelang von dort die Flucht. Viele starben an Hunger und Krankheiten. Im August 1942 wurden Transporte in die Gaskammern von Auschwitz und Lublin-Majdanek zusammengestellt. Von den 90 Juden, die 1939 noch in Kaiserslautern lebten, sind nach ihrer Deportation mindestens 78 ermordet worden.

## Nachkriegszeit

Festumzug Begrüßung Deutscher Fußballmeister 1. FCK 1951 mit Bierwagen der Brauerei Bender

Die französische Militärregierung übernahm 1945 die ausübende Gewalt. 1946 wurde das Bundesland Rheinland-Pfalz gegründet, zu dem Kaiserslautern seither gehört. Mit der „Bastion Pfalz“ wurde Kaiserslautern zwischen 1951 und 1955 zur größten US-Garnison Europas. Der FCK wurde 1951 und 1953 Deutscher Fußballmeister. Kaiserslautern fehlten zur Großstadt 1969 knapp 400 Einwohner, um die „Schallmauer“ 100.000 Einwohner zu überschreiten. Mit der am 14. Februar 1969 und am 10. April 1969 erfolgten Eingemeindung umliegender Ortschaften sowie durch eine Verwaltungsaktion des Landes Rheinland-Pfalz, erst in zweiter Linie durch kommunalpolitische Entscheidungen, wurde Kaiserslautern am 7. Juni 1969 dann zur Großstadt. Die Universität Kaiserslautern wurde am 21. November 1969 gegründet; sie nahm ihren Lehrbetrieb 1970 auf. Die französischen Truppen verließen im Jahr 1992 Kaiserslautern. Bedingt durch den Stellenabbau in der Industrie und durch den Teilabzug von US-Streitkräften stieg daraufhin die Arbeitslosenquote massiv an – das Arbeitsamt Kaiserslautern registriert im Hauptbezirk 11,4 Prozent Arbeitslose. Im Jahr 2002 wurde Kaiserslautern zu einem der Austragungsorte der Fußballweltmeisterschaft 2006 gewählt.

## Industriegeschichte Kaiserslauterns
Überblick über die Wirtschaftsentwicklung Kaiserslautern: Erzbereitung (Erzhütten), Eisenhammer, Eisenschmelz; Bierbrauereien; Tuchmacher (vgl. Otterberg), Eisenbahnbau, Schwerindustrie, Pfaff, Zigarren- und Tabakindustrie; Textilindustrie (Kammgarnspinnerei); Industrieausstellungen (1860, 1872, 1905), Ausstellungshalle (1925)

## Eingemeindungen
Ehemals selbständige Gemeinden und Gemarkungen, die in die Stadt Kaiserslautern eingegliedert wurden.
| Jahr             | Orte                                            | Zuwachs in ha |
| ---------------- | ----------------------------------------------- | ------------- |
| 1932             | Einsiedlerhof                                   | ?             |
| 14. Februar 1969 | Dansenberg                                      | ?             |
| 14. Februar 1969 | Erlenbach                                       | ?             |
| 14. Februar 1969 | Hohenecken                                      | ?             |
| 14. Februar 1969 | Mölschbach                                      | ?             |
| 14. Februar 1969 | Morlautern                                      | ?             |
| 14. Februar 1969 | Siegelbach                                      | ?             |
| 10. April 1969   | Erfenbach mit dem 1937 eingemeindeten Stockborn | ?             |